# 畠山持富
畠山 持富（はたけやま もちとみ）は、室町時代後期の武将。官位は尾張守。

## 生涯
河内畠山家当主・畠山満家の三男。異母兄に持国、同母兄に持永。幼名は弥三郎。
生誕年は不明だが、応永32年（1425年）11月20日に元服（「薩戒記」応永32年11月20日条）。当時は室町幕府5代将軍・足利義量が同年2月に死去し、将軍職が空席であったため、兄である持国・持永と同様、前将軍足利義持の偏諱（「持」の字）を賜っている。
嘉吉元年（1441年）、長兄の持国が家督を更迭されて代わりに次兄の持永に与えられたが、嘉吉の乱の影響で赦免された持国が持永を討ち取り家督に復帰した。持富は持永の屋敷にいた所を持国の手引きで脱出した。
その後、持国に嫡子がいなかったこと（庶子（持富の甥）の義就は石清水八幡宮の神宮寺に出される予定だった）から持国の後継者になっていたが、文安5年（1448年）に持国は後継者を持富から義就に変更した。宝徳2年（1450年）に義就が家督を継承したが、異議を挟むことは無かった。それから2年後に持富は死去した。
しかし、後継者変更に一部の家臣団は納得せず、持富の2人の子、弥三郎（政久）・政長兄弟を擁立して持国父子に反抗、応仁の乱の一因を作り出した。